# Кузьмишки (Вілейський район)
Кузьмишки (біл. вёска Кузьмішкі) — село в складі Вілейського району Мінської області, Білорусь. Село підпорядковане Нарочанській сільській раді, розташоване в північній частині області.